# ボンバーマンビーダマン
『ボンバーマンビーダマン』はハドソンが1996年12月20日に発売したスーパーファミコン用ゲームソフトである。ジャンルはアクションパズル。スーパーファミコンのボンバーマンシリーズ第6作目。

## 概要
ビーダマン史上初めてのゲーム作品。ノーマルモードやデュエルモード、バトルモードなどが搭載された。このゲームのシステムは、後のGB版ソフト『スーパービーダマン ファイティングフェニックス』やSFC版ソフト『爆球連発!!スーパービーダマン』でも採用されることとなる。パッケージにはハドソンオリジナルビーダマンが同梱されていた。

## ノーマルモード
ステージ内の爆弾を一発のビーダマで爆発させるというシンプルなルール。レベルは1から10まであり、各レベル10面の全100面構成。プレイするレベルは選ぶことができ、10面を連続でプレイしたときの総合点（100点×10面=1000点満点）がそのレベルにおける成績となる。3つあるデータファイルにセーブが可能。
n回目のトライにおけるステージをプレイした時の点数は、100-10×(壊せなかった爆弾の数)-5×(n-1)（点）。一個も壊せなかった場合は無条件で0点となる。トライ回数はオプションで設定でき、2回以上トライした場合は一番良かったものが採用される。また、すべての爆弾を爆破した場合はトライ回数に関係なく次のステージに移行となる。
しめ打ちやステージ内のトラップを利用してビーダマのスピードや軌道を変える必要のあるステージもある。特にしめ打ちは左カーブや右カーブ、高速のビーダマを発射することができ、重要なアクションといえる。
ノーマルモードの総合得点（1000点×10（レベル）=10000点満点）によって段位が決まる。高得点を取るとタイトルの音楽が変化するなど、様々な特典もある。

### 操作方法
十字キー左右：移動
A、B、X、Yボタン：ビーダマの発射
L、Rボタン：しめ打ち

### ステージ
LEVEL1、2（ノーマル競技場）

LEVEL3、4（森林競技場）

LEVEL5、6（海岸競技場）

LEVEL7、8（宇宙競技場）

LEVEL9、10（JBA競技場）
サッカー場を模したステージ。

### トラップ
導火線
誘爆による着火を利用して、末端に付いた爆弾を誘爆させる。
原始人
手に持った松明で誘爆させることができる。
恐竜の卵
ビー玉を当てると孵化し、火を吐いて爆弾を爆発させる。
三角板
ビー玉を斜め方向に反射させる。
分裂爆弾、スイカ、隕石
ビー玉が当たると上下左右に分裂する。
サメ
爆弾の前を左右に泳いでいる。
BFO（ぼんふぉー）
爆弾の形をしたUFO。ビー玉を当てると大爆発を起こす。
矢印板
ビー玉がこの上に乗ると、矢印の方向にビー玉が移動する。
ベルトコンベア
常に下方向に流れており、ビー玉の動きを遅くする。
凶悪ボンバー5人衆
爆弾を転がしたり、爆弾の前を左右に往復するなど、いわゆる「お邪魔キャラ」として登場する。

## デュエルモード
レベルを選んで二人交代で得点を競うモード。最後にマスター攻略王が判定する。このモードでは得点は保存されない。

## バトルモード
JBAドッジボールを遊べるモード。COMも交えて四人でプレイすることができる。
ビーダマを2発連射することができ、相手にぶつけることで1点加点される。逆にビーダマをぶつけられると1点減点となってしまう。制限時間がなくなった時に最も点の高かったビーダマンが一勝となる。

### 操作方法
十字キー左右：移動（1P、2P）
十字キー上下：移動（3P、4P）
Aボタン：4Pの方向にビーダマを発射
Bボタン：1Pの方向にビーダマを発射
Xボタン：2Pの方向にビーダマを発射
Yボタン：3Pの方向にビーダマを発射

### ルール設定
BATTLE
対戦を行って何回勝利した人が優勝になるかを設定できる。1～5。
TIME
一回の試合の制限時間を設定できる。30（秒）/60（秒）/90（秒）/120（秒）。
カスタムパーツ
2回戦以上に設定した場合に、勝者に次の試合にパワーアップパーツを装備した状態で試合ができる。パワーアップパーツはルーレットで決定される。ON/OFF。
ドクロルーレット
ビーダマンを病気（マイナス効果）にしてしまう、ドクロパネルが出現する。ON/OFF。

### カスタムパーツ
カスタムパーツを「ON」にすると、2回戦目以降パワーアップパーツが一回前の勝者に贈呈される。ビーダマをぶつけられると奪われてしまう。
ビーダーブレード
移動速度が上がる。
ジャイアントボム
相手のビーダマを貫通する。
パワーウィング
ビーダマの速度が上がる。
スカ
何も手に入らない。
ゲームが始まるまで分からないカスタムパーツも存在する。

### ドクロ
ドクロモードを「ON」にするとドクロパネルが出現。触れたビーダマンは病気になってしまうが、他のビーダマンにビーダマをぶつけることで移すことができる。
病気は以下の3種類。
リバース病
十字キーが上下左右逆になる。
のろのろ病
ビーダマが遅くなってしまう。
ドンソク病
ビーダマンの移動が遅くなってしまう。

## マイビーダマンエディット
白ボンを除いた全5体のビーダマンの体や手足の色、表情を変更してビーダマンを作ることができる。作ったビーダマンは他のモードで使うことも可能。
体や手足は14色、表情は全6種類のため、14×14×6=1176（通り）のビーダマンが作成できる。

## ステージエディット
オリジナルのステージを3つまで作成できる。爆弾を大・中・小、速い・普通・遅いから選んで真っ直ぐに動かすプログラムが可能。置ける爆弾は8個まで。

## おまけモード

### スペシャルモード
8500点以上をノーマルモードで獲得すると出現する。
以下の中から好きな装備をセットしてノーマルモードから選ばれる10ステージをプレイできる。点数は保存されない。
スコープヘッド
打つべき爆弾がマークされる。
バーストショットマガジン
4つのビーダマを一列に発射できる。これをセットするとパワーウィング、ジャイアントボムが使えなくなる。
ビーダーブレード・パワーウィング・ジャイアントボム
バトルモードと効果は同じ。

### サバイバルモード
9000点以上をノーマルモードで獲得すると出現する。ノーマルモードの100面を一から連続でプレイできる。パーフェクトに失敗した時点で終了となる。

### ？？？？
ノーマルモードで100回判定を貰うと出現する。基本的な内容はノーマルモードと変わらないが、ビーダマのスピードが通常の2倍でプレイすることができる。なお、ノーマルモードの得点とは区別して記録されるようになっている。

## 関連書籍
- ボンバーマンビーダマン全百科
  - 1997年、小学館発行、ISBN 4-09-281147-0